# Итальянская звезда
Итальянская звезда (англ. Italy Star) — медаль, учреждённая Соединенным Королевством в мае 1945 года для награждения военнослужащих сил Содружества, участвовавших в итальянской кампании Второй мировой войны с 1943 по 1945 год.

## Условия для награждения
Итальянская звезда была учреждена в мае 1945 года для награждения участвовавших в операциях итальянской кампании, начиная с захвата Пантеллерии 11 июня 1943 года и до официального окончания боевых действий в Европе 8 мая 1945 года.
Критерии награждения для сухопутных войск, ВМФ и ВВС различались.

### ВМФ
Звезда выдавалась за службу на Средиземном море в Эгейских, Албанских и Критских водах в период с 11 июня 1943 года по 8 мая 1945 года включительно. Прохождение оперативной службы в районах боевых действий в Средиземноморье или в военно-морских операциях во время вторжения на юг Франции засчитывалось при условии, что прошёл шестимесячный срок службы для получения Звезды 1939–1945.
Случайный заход в районы указанных морских операций, не связанные напрямую с реальными военными действиями, служба на судах торгового флота, высаживающих десант или снабжение в портах Северной Африки, Палестины, Сирии и на Кипре, или служба на судах в портах Испании, Балеарских островов и Турции к востоку от 30-го меридиана восточной долготы не считались достаточным основанием для награждения.
Награждённые медалью за доблесть или удостоенные упоминания в донесении за действия во время службы в указанных районах моряки имели право на получение награды вне зависимости от срока службы, так же как и погибшие, ставшие инвалидами или раненые в ходе военных действий.
Определенные особые условия награждения применялись к военнослужащих ВМФ, поступивших на оперативную службу менее чем за шесть месяцев до окончания войны. Те, кто поступил на оперативную службу в указанные зоне 10 ноября 1944 года или после этой даты, награждались Итальянской звездой, но не Звездой 1939–1945, поскольку для её получения необходима служба в течение 180 дней.

### Сухопутные войска
Для личного состава сухопутных войск, военно-морских сил и неавиационного экипажа королевских ВВС срок службы, необходимый для получения Звезды, зависел от конкретных его мест дислокации, указанных ниже (все даты включительно):
- Эгейское море, с 11 июня 1943 г. по 8 мая 1945 г.
- Корсика, с 11 июня по 4 октября 1943 года.
- Додеканес, с 11 июня 1943 по 8 мая 1945 года;
- Греция, с 11 июня 1943 по 8 мая 1945 года;
- Италия, включая Эльбу, с 11 июня 1943 по 8 мая 1945 года;
- Пантеллерия, с 11 июня 1943 года;
- Сардиния, с 11 июня по 19 сентября 1943 года;
- Сицилия, с 11 июня по 17 августа 1943 года;
- Югославия, с 11 июня 1943 по 8 мая 1945 года.

Военнослужащие, вступившие на территорию Австрии на заключительном этапе боевых действий в Европе, имели право на получение Итальянской звезды, а не Французской и Германской звезды.

### ВВС
Летный экипаж, участвовавший в операциях против противника на Средиземноморском театре военных действий или над Европой с баз в районе Средиземноморья считались достойными награждения уже после одного боевого вылета. Звезда не вручалась членам экипажей, базирующимся вне Средиземноморья. Послужной список воздушного персонала должен был составлять не менее трёх приземлений в любом из указанных районов в течение предусмотренных дат. Право на награждение также имели служащие армейских воздушно-десантных войск, принимавшие участие в операциях в указанных районах.
Совершившие полеты в Европу с баз в районе Средиземноморья в период с 11 июля 1943 года по 8 мая 1945 года имели право на получение Итальянской звезды, а не Звезды Франции и Германии.

## Описание награды

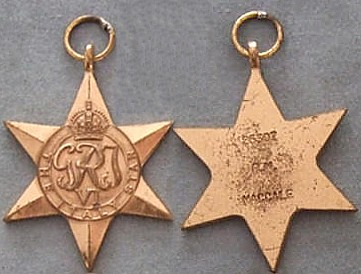
Итальянская звезда военнослужащего из ЮАС

Набор из девяти шестиконечных звёзд был создан гравёрами Королевского монетного двора. Все звёзды имели кольцевую подвеску, проходившую через ушко вверху звезды. Чеканились из жёлтого медно-цинкового сплава, были диаметром 44, максимальной шириной 38 и высотой 50 миллиметров от нижней точки звезды до верхнего ушка.
На аверсе в центре изображена королевская монограмма «GRI VI», увенчанная короной. Монограмма окружена полосой с надписью «THE ITALY STAR».
Согласно решению британского комитета почестей, все медали Второй мировой войны Британского Содружества должны были быть безымянными, однако данное решение не касалось Британской Индии, ЮАС и, после кампаний ветеранских организаций, Австралии. В случае индейцев, на реверсе награды был номер отряда, звание, инициалы, фамилия и род войск или корпусов получателя, а у южноафриканцев и австралийцев — номер отряда, инициалы и фамилия, написанные заглавными буквами.
Лента шириной 32 миллиметра, с зелёной 6-мм полосой в центре и двумя полосами красного (7 мм) и белого (6 мм) цвета по краям. Цвета соответствуют флагу Италии.
Ленты для этой медали, Медали обороны, а также других звезд Второй мировой, за исключением Арктической звезды, разработал лично король Георг VI.